# 若島津健
若島津 健（わかしまづ けん）は、高橋陽一の漫画『キャプテン翼』に登場する架空のサッカー選手。血液型はA型。

## 人物

### プロフィール
ポジションはGK、背番号は主に17。『GOLDEN-23』からはFWも兼任。「守りの若林」に対し「攻めの若島津」と称される。GKながら、先述の通りFWを兼任し、シュート、ドリブルも一流。しかし、国内編では絶対的な守護神として描写されるものの、（弱点とまで言えるかは不明だが）ゴール前の混戦状態では若島津と言えども他のGKと同程度だと、明和東から判断されている。また、海外編になると見せ場もあるが、対戦チームにより大量失点を喫するようになった。若林源三をライバル視しており、代表合宿や選考でも若林を意識した言動をしてきた。
埼玉県出身で、実家は「若堂流空手」という道場。道場を継承する予定の2歳上の小柄な兄・真がいる。ただし、父親は実力は健が上と評しており、兄とは別に道場を持って貰いたいと語る。自身も若堂流空手伍段の持ち主で（中学生の時点で参段）、空手の技を生かした数々の必殺技（後述）を多用し、そのプレイスタイルから空手キーパーと呼ばれる。サッカーを続けることに父親から難色を示されたが、彼の熱意と空手も続けることによって現在はサッカー選手として認められている。師範代からは「若」または「健坊」、女性ファンからは「健様」と呼ばれている。日向と出会った当初は、「空手野郎」「大将」と呼び合っていた。

### 経歴
明和西小学校　- 明和小(明和FC) - 東京都私立東邦学園中等部 - 東邦学園高等部 - 横浜フリューゲルス - 名古屋グランパスエイト

#### メモリーズ
- 明和西小学校に通学していたが、空手の全国大会で優勝したことでモテていた事が気に入らない上級生の不良10人に喧嘩を売られてしまい若島津本人は、空手の腕を試すために喧嘩を買って出て不良グループ10人に大怪我を負わせて勝ったため、その責任で明和小学校に転校した。
- 日向の蹴った球をノーバウンドで蹴り返したほか、体育の授業のサッカー対決で日向を2度も保健室送りにした事から日向に気に入られ、明和FCにスカウトさて、瓦割り対決で同数であったことから入団する。父親は「転校早々、面白い友達が出来たな」と言われ、体育教師も「空手チャンプと聞いているが、キーパーじゃないよな」と評している。
- 入団当初はPKが苦手で、ヘディングも不得手だった。
- 岬太郎と同じクラスになる。ワイルド系イケメンと言われていた。

#### 小学生編
トラックに轢かれそうな子犬を助けるため身を挺して救い出し大怪我を負い、全国大会への参加が遅れた。準決勝の対ふらの小戦から途中参加、松山光のPKをキャッチし、勝利に貢献。決勝でも大空翼のシュートをことごとく止める活躍を見せたが、最終的には4点奪われ、準優勝に終わる。キック力や鋭さは明和内でも1・2を争うレベルで、練習では日向小次郎と2トップを組んでいたがチームに絶対的なGKがいなかったことからGKを任され、日向との2トップは実戦では使われなかった。『GOLDEN-23』でFWにコンバートされた経緯を沢田が語っている。

#### 中学生編
尊敬する日向を追う形で東邦学園に入学。2年時より正GKを任される。3年時は中学No.1キーパーとして評価されていた。対明和東中を観戦していたふらの中の面々は、PKに絶対の自信がある若島津相手では、引分=東邦の勝ちと断言しているが、南葛からは「若島津がいるから引分でも構わない」という考えでは東邦は危ないとも評されている。
日向が全国大会を前に無断でチームを離れて出番がなかった際にキャプテンに任命され、準決勝の明和東中に得点を許すまでは無失点で大会を勝ち進んでいた。決勝戦の対南葛中戦では、翼のドライブシュートをキャッチするも体ごとゴールに押し込まれ最初は防げなかったが、その後は押し込まれる前に手刀でボールを弾き飛ばすという形で国内で初めてこのシュートを防ぐことに成功する。試合途中で翼のドライブシュートの衝撃で小学生時代の怪我が再発し、左腕が上がらなくなるも試合終了まで東邦のゴールを守り続け、南葛との引き分けで両校優勝に貢献し、全日本ジュニアユースのメンバーにも選ばれた。

#### ジュニアユース編
高校生との練習試合、ヨーロッパ遠征での西ドイツのクラブチームやオランダ、ベルギーとの交流試合ではスタメン出場を果たし、カール・ハインツ・シュナイダーにハットトリックを奪われ右手を負傷させられたハンブルグ戦と、その怪我の治療のため休場したブレーメン戦以外では、確実な守りをした。その後、国際ジュニアユース大会で若林源三が全日本に正式加入したが、見上は若島津を使い続けた（若林本人が見上にそう願い出た）。しかし全日本は勝利したものの、若島津はアルゼンチン戦や準決勝のフランス戦で大量失点を喫する。そのフランス戦はPK戦までもつれ込み、交代枠を使い切ったために右手を負傷していた若島津を代えられなかったが、ナポレオンの強烈なキャノンシュートを右手での捨て身の正拳ディフェンスで防ぎ、全日本を勝利に導いた。その後右手の負傷のため決勝の西ドイツ戦はゴールマウスを若林に譲り欠場した。

#### ワールドユース編
連載前に描かれた特別編のオランダとの親善試合では、エースのクライフォート抜きであったにもかかわらず初戦で6失点、第2戦で7失点を喫するが、第3戦では翼の加入、三杉のアドバイス、若林の声援を受けて奮い立ち、わずか1失点に抑える活躍を見せた。
本編に入ってから、正ゴールキーパーの座を巡って、プロ選手と高校生との差を理由に、自分と若林を競争すらさせずに若林を正GKとする見上監督に反発して全日本を一時的に離脱。日向小次郎が力ずくの説得で放ったタイガーショットを振り向きざまに片手でキャッチし、驚愕させた。その後プロに転向して、Jリーグの横浜フリューゲルスに入団し「若林とは違うタイプのGKになる」という考えで技術を磨き、必要に応じて攻撃に参加していったことから、攻撃的GKとして活躍するようになった。一方、全日本ユースはアジア2次予選に進んでいたが、中国戦で若林が負傷。沢田からの連絡も相まって、意識を取り戻した母親のお見舞いのため一時日本に帰国していた日向と再会し、浦和レッドダイヤモンズに入団しようとしていた日向に横浜フリューゲルスとの契約金をそのまま病院代として使ってくれと申し出た。その後日向の「若林は口だけでなくそれを実践する男。再起不能になった若林から正ゴールキーパーを奪って満足するのか？」という説得で全日本に復帰し、見上とも無礼を詫びて和解した。イラク戦では1点もゴールを許さず、アジア最終予選の1位通過に貢献した。しかし本戦のウルグアイ戦では次藤のオウンゴールもあったとはいえ5失点を許し、若林の復帰後はスタメン落ちした。決勝の後半終了直前に負傷により戦線を離脱した若林に代わり延長戦に出場し、勝ち越しのゴールに繋がる攻撃に参加。若林は「左手一本で太刀打ちできるほど空手キーパーはヤワじゃない。攻撃力に関しては自分より上」と発言している他、石崎は飛び出しの判断力は若林より上、ミカエルも「セカンドキーパーとは言え若林に引けを取らない実力者」と評されている。

#### ROAD TO 2002
名古屋グランパスエイトへ移籍、同じ若堂流の道場で修業を積んだ新田瞬との対決を制した。

#### GOLDEN-23
代表監督となった恩師である吉良のサプライズとして、FWでの出場を果たす。ただし「兼任」のため登録上はGKのままであり、FWへのコンバート後もパラグアイとの練習試合でGKとして出場している。道場を共にした新田との連携や同じGKである若林との意思疎通、明和・東邦と長くを共にした日向とのツインシュート等様々な連携を披露した。
FW兼任となった経緯として、『キャプテン翼 3109日』において乙武洋匡と高橋が対談した際、乙武から「若島津をFWに」と頼まれたことや、「翼をMFにしたら日本サッカーの優秀な人材がみんなMFを目指してしまった。今の日本代表に足りないのは決定力あるストライカーだから、翼のようなインパクトを持ったFWを描くことでFWを目指す優秀な子供が出てくれれば」という考えが若島津のFWコンバートに繋がったと、雑誌や新聞インタビューなどで高橋は語っている。

## 戦歴
- 小学4年生
  - 全国空手大会優勝
- 小学5年生
  - 埼玉県小学生サッカー選手権優勝(明和FC)
- 小学6年生
  - 全日本少年サッカー大会準優勝
  - ヨーロッパ遠征でのヨーロッパ少年サッカー大会優勝（テレビアニメ第1作）
  - ヨーロッパ遠征での親善試合でヨーロッパ選抜チームに勝利（劇場版）
- 中学1・2年生
  - 全国中学校サッカー大会準優勝
- 中学3年生
  - 全国中学校サッカー大会優勝（南葛中学と引き分けで両校優勝）
  - 国際ジュニアユース選手権大会優勝
- 高校1・2年生
  - インターハイ優勝
  - 全国高校サッカー選手権大会優勝
- 高校3年生
  - インターハイ準優勝
  - 全国高校サッカー選手権大会優勝
- 18歳-19歳
  - ワールドユース選手権大会優勝
- 21歳-22歳
  - マドリッドオリンピック出場

## 得意技
三角跳び
三角跳びの要領でゴールポストを蹴る。通常よりも高くジャンプしたり、相手に逆を突かれた際に切り返す手段などの用途がある。なお、実際のサッカーのルールではゴールポストの位置がずれる可能性があるためイエローカードを提示される反則となる。
浴びせ蹴り
相手のセンタリングを蹴り技によってクリアする技。原作ではディアスの前転シュートを防いでいた。テクモ版ゲームでは浮き球で敵選手と接触した際に使用できる。
手刀ディフェンス（守刀ディフェンス）
手刀を応用したセービング。キャッチでは止められないほど威力のあるシュートを弾く。また、パンチングの際にボールにわずかに届かない場合に、指を手刀のように伸ばして届かせるものもある。シュナイダーのファイヤーショットをこの技で破ったこともある。
テクモ版『キャプテン翼III』では技ではなく、セーブ失敗時に稀に発動する隠し要素として後者のみ再現されており、作品によっては「手刀パンチング」と呼ばれている。
正拳ディフェンス
相手のシュートを正拳突きで弾き返す、若島津版のパンチング。フランスのナポレオンが放ったキャノンシュート、メキシコのガルシアが放ったビッグバンシュートを弾き返すほどの威力を持つ。
若堂流円滑水面蹴り
スライディングしながらの蹴り技で相手のボールを奪う、若島津版のスライディングタックル。
若堂流上弦跳ね蹴り
上空のボールを上段蹴りによって奪う技。
若堂流背面空中縦回転蹴り
空中で回転しながらの蹴り技でシュートする、若島津版のオーバーヘッドキック。
若堂流変幻次元蹴り
蹴りの軌道を途中で変える技。

## テクモ版
『III』では日向と共にメキシコに渡り、以後も常に彼と行動を共にしている。『IV』で「牙龍三角とび」という必殺技を編み出すが、『V』では使用しない。『V』で日向とともにユベントスへ移籍。日向がベンチ入りすらできない状況で自身はスターティングメンバー入りを果たした。
『VS』では能力値が若林よりも高く設定されている。

### 経歴
東邦学園高等部（II） - メキシコシティー（III、IV） - ユベントス（V）

### テクモ版での技
牙龍三角跳び
テクモ版『IV』に登場。三角跳びの強化版。メキシコでの特訓により会得した。劇中で若島津はこの技でもって、カルロスとコインブラの必殺シュートを難なく防いでいる。

## 他のゲームに登場する技

### バンダイ版
スーパーセービング(正式名不明)
「THE RISE OF NEW CHAMPIONS」で、Vゾーンゲージがたまったときに使える技。技名は不明。三角跳び、手刀ディフェンスで弾いたボールをアクロバットにキャッチするセービング。

## 担当声優
- 飛田展男 - テレビアニメ第1作、『たたかえドリームチーム』
- 中村大樹 - OVA「最強の敵！オランダユース」
- 関智一 - テレビアニメ第2作『J』
- 伊藤健太郎 - テレビアニメ第3作
- 吉野裕行 - 『三国志大戦 第2期』
- 梅原裕一郎 - テレビアニメ第4作[9]